# زلزال كانتربيري 2010
زلزال كانتربيري 2010 هو زلزالٌ وقعَ في كانتربيري في نيوزيلندا بتاريخ 3 سبتمبر 2010. وبلغت شدتهُ 7 على مقياس ريختر.